# Prosimulium macropyga
Prosimulium macropyga är en tvåvingeart som först beskrevs av Lundstrom 1911.  Prosimulium macropyga ingår i släktet Prosimulium och familjen knott. Arten är reproducerande i Sverige. Inga underarter finns listade i Catalogue of Life.